# Аурора (футбольный клуб, Гватемала)
«Аурора» (исп. Aurora Fútbol Club) — гватемальский футбольный клуб из столицы страны, города Гватемала, в настоящий момент выступает в Примере Гватемалы, втором по силе дивизионе Гватемалы. Клуб основан в 1945 году, в качестве футбольного клуба гватемальской армии, каковым является и поныне. Домашние матчи проводит на арене «Эстадио дель Эхерсито», вмещающем 13 000 зрителей. «Аурора» — третий по титулованности клуб Гватемалы, и один из наиболее титулованных клубов в КОНКАКАФ.

## Достижения
- Чемпионат Гватемалы:
  - Чемпион (8): 1964, 1966, 1967, 1975, 1978, 1984, 1986, 1992/93.
  - Вице-чемпион (10): 1968/69, 1970, 1970/71, 1971, 1973, 1974, 1987, 1988, 1994/95, 1996/97.
- Кубок Гватемалы:
  - Обладатель (5): 1958/59, 1967/68, 1968/69, 1983/84, 1992/93.
- Турнир Фратернидад:
  - Чемпион (2): 1976, 1979.
  - Финалист (3): 1972, 1975, 1983.